# Source SDK
Source SDK (siglas en inglés de Software Development Kit) es el kit de desarrollo de software de Valve Corporation para que los jugadores que utilicen el motor Source puedan crear sus propios mapas, modificar o crear caras, así como ver modelos con sus herramientas 'Model Viewer' y 'Faceposer'.
Para crear mapas se usa el Valve Hammer Editor en su última versión (4.x), creada exclusivamente para el motor Source (motor utilizado en: Half-Life 2, Left 4 Dead 2, Team Fortress 2, entre otros). Como novedad se puede destacar que ahora los modelos se mueven y se pueden ver al colocarlos en el mapa.